# Py2exe
py2exe est une extension du langage informatique Python qui convertit les scripts Python (.py) en exécutables Windows (.exe). Ces derniers peuvent alors être lancés sans installation préalable de Python.
Depuis mai 2014, py2exe est compatible avec Python 3.
py2exe a été utilisé pour compiler le célèbre programme BitTorrent.
Ce projet est hébergé sur GitHub.